# Walmet
Walmet is een historisch motorfietsmerk.
Walmet: Waldecker Metallwarenfabrik Leopold Weste & Co., Bad Wildungen (1924-1926).
Duits bedrijf dat 246cc-tweetakten en 346cc-kopkleppers met Kühne-inbouwmotoren maakte.